# 杨坝镇
杨坝镇，是中华人民共和国四川省巴中市南江县下辖的一个乡镇级行政单位。

## 行政区划
杨坝镇下辖以下地区：
杨坝社区、新民社区、赤卫村、桂花村、友谊村、柏林村、严河村、尖山村、田垭村、新坝村、茶溪村、罐坝村、硝洞村、牡丹村和柳坝村。